# Gilles Ganahl
Gilles Ganahl (* 21. April 1989) ist ein ehemaliger österreichischer Fußballspieler.

## Karriere
Ganahl begann seine Karriere beim FC Schruns. Zur Saison 2003/04 kam er in die AKA Vorarlberg, in der er in den folgenden fünf Jahren sämtliche Altersstufen durchlief. Zur Saison 2008/09 wechselte er zum Regionalligisten FC Blau-Weiß Feldkirch. Für Feldkirch kam er in seiner ersten Spielzeit im Erwachsenenfußball zu 29 Einsätzen in der Regionalliga. Zur Saison 2009/10 wechselte er zu den Amateuren des SCR Altach. Noch bevor er allerdings für die Amateure zum Einsatz kam, absolvierte er im Juli 2009 sein erstes – und zugleich einziges – Spiel in der zweiten Liga für die Altacher Profis, als er am dritten Spieltag jener Saison gegen den FK Austria Wien II in der 87. Minute für Andreas Lienhart eingewechselt wurde. Für die Amateure kam er später in eineinhalb Jahren zu 42 Einsätzen in der Westliga.
Im Jänner 2011 wechselte Ganahl nach Liechtenstein zum in der dritten Schweizer Liga spielenden USV Eschen-Mauren. Für die Liechtensteiner kam er zu zehn Einsätzen in der 1. Liga. Nach einem halben Jahr im Ausland kehrte der Innenverteidiger zur Saison 2011/12 wieder nach Österreich zurück und schloss sich dem Regionalligisten FC Dornbirn 1913 an. Für Dornbirn spielte er 26 Mal in der zweithöchsten Spielklasse. Zur Saison 2012/13 wechselte er eine Liga tiefer zum FC Rätia Bludenz. Mit Bludenz stieg er 2014 aus der Vorarlbergliga ab. In dreieinhalb Jahren bei Rätia absolvierte er 75 Partien in den Spielklassen vier und fünf, in denen er 21 Tore erzielte.
Im Jänner 2016 wechselte Ganahl zum viertklassigen FC Wolfurt. Für Wolfurt spielte er insgesamt 64 Mal in der Vorarlbergliga. Zur Saison 2018/19 wechselte er zum Ligakonkurrenten FC Egg. In Egg kam er zu 45 Einsätzen. Im Jänner 2020 schloss er sich dem sechstklassigen FC Klostertal an. Für den Verein kam er aufgrund des COVID-bedingten Abbruchs der Saison 2019/20 allerdings nie zum Einsatz. Nach der Saison 2019/20 beendete er dann seine Karriere als Aktiver.